# Josef Göhler
Josef Göhler (* 17. November 1911 in Hösbach; † 27. Januar 2001 in Würzburg) war ein deutscher Autor und Sportfunktionär.

## Leben
Göhler, Sohn des Sägewerksbesitzers Franz Josef Göhler und dessen Ehefrau Gertrud, geb. Sauer, leitete die Deutschlandriege der Kunstturner nach dem Zweiten Weltkrieg, zudem bereitete er im Jahr 1949 die deutschen Turner auf die Lingiade in Stockholm vor.
Von 1948 bis 1957 war er Pressewart im Deutschen Turner-Bund. Von 1966 bis 1982 amtierte er als Vizepräsident des Deutschen Turner-Bundes, anschließend wurde er deren Ehrenmitglied, überdies war er in den Jahren von 1974 bis 1978 Bundeskulturwart.
Josef Göhler verfasste zahlreiche Turnpublikationen und war Mitverfasser des Handbuches der Turnsprache (2. Auflage, Celle 1980).

## Werke
- Rom und Italien: Die römische Bundesgenossenpolitik von den Anfängen bis zum Bundesgenossenkrieg (= Breslauer historische Forschungen, Band 13). Priebatsch’s Buchhandlung, Breslau 1939, DNB 579979601 (Teildruck der Dissertation Universität Breslau 1939, 213 Seiten); Neuauflage bei: Scientia, Aalen 1974 (Lizenz der Priebatsch’s Buchhandlung Breslau), ISBN 3-511-07013-9.
- mit Wolfram Herold und Eugen Rümmelein (Zeichnungen): Handbuch der Turnsprache. Fachsprache für Gymnastik und Gerätturnen. Band 2: Die Bezeichnungen der Grund- und Leistungsformen an den Geräten. Pohl, Celle 1973; 2. Auflage zusätzlich mit Dorle Fluch, 1980, ISBN 3-7911-0038-6.